# 巴甫洛沃 (基洛夫斯克区)
巴甫洛沃（羅馬化：Pavlovo）是俄罗斯列宁格勒州的市级镇，属基洛夫斯克区，地处列宁格勒州中西部，位于区行政中心基洛夫斯克西南方，在州府圣彼得堡东南、加特契纳东北方。姆加河在该镇汇入涅瓦河。
1959年设工人村（市级镇）。该地2021年人口有3,209人；2010年人口3,250；2002年人口3,365；1989年人口3,886。